# برگ‌چین کوهی
برگ‌چین کوهی (نام علمی: Anabacerthia striaticollis) نام یک گونه از سرده برگ‌چین‌ها است.